# Kůsa

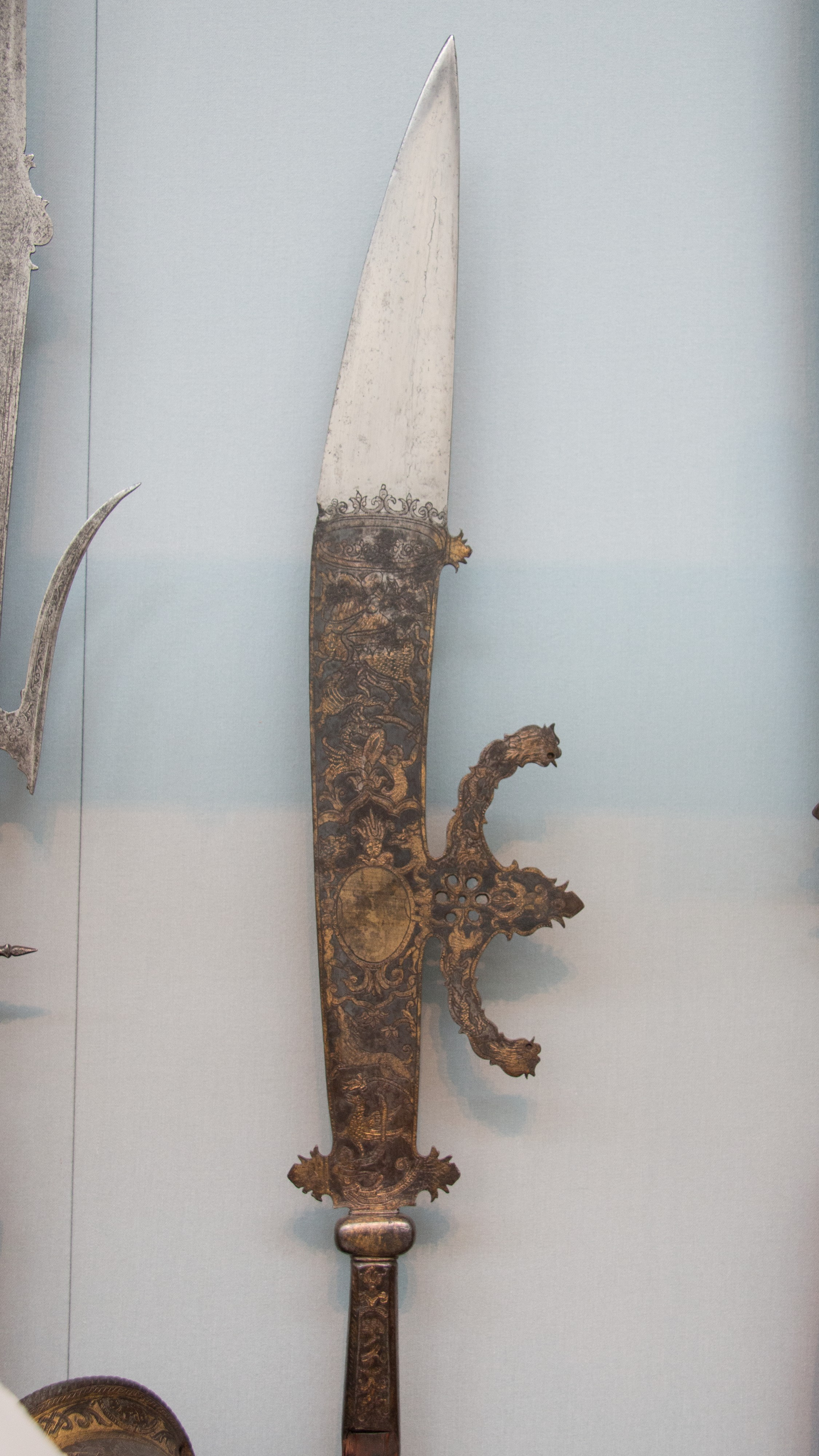
Gléva (Itálie, 1600–1650)

Kůsa (či gléva) je středověká dřevcová zbraň.
Název pochází z francouzského couteau, znamenající nůž. Jedná se o dřevcovou zbraň se sečnou čepelí. Kůsa se objevuje od 13. století zvláště v Itálii, Francii a Burgundsku, později se rozšiřuje do zbytku Evropy. Tvar prvních kůs patrně připomínal čepele tesáků či mečů a odtud dostala kůsa svoje cizojazyčné pojmenování – glaive anglicky a Glefe německy (z latinského gladius). Čepel byla výrazně vydutá, se srpovitým výběžkem či ornamentálně propracovaným hrotem na hřbetě, a po celé délce byla prohnutá dozadu. V průběhu 16. a 17. století pomalu mizí z bojiště a stává se odznakem trabantů knížecích dvorů a tělesné stráže benátských dóžat. Taková kůsa pak měla tulej většinou chráněnou a čepel bohatě zdobenou ornamenty, heraldickými znaky panovníka nebo majitele tělesné stráže. Jako trabantská zbraň se udržela až do 20. století, a to na dvoře bavorského krále a u uherské korunní stráže.
Tvar kůsy připomíná vztyčenou kosu, používanou sedláky, avšak s touto zbraní nemá evolučně ani etymologicky nic společného.[zdroj⁠?!]